# Angelos Fetsis
Angelos Fetsis (in greco Άγγελος Φέτσης?; Leucade, 1878 – ...) è stato un mezzofondista greco.
Partecipò alle gare di atletica leggera delle prime Olimpiadi moderne che si svolsero ad Atene nel 1896, negli 800 metri, dove arrivò quinto al primo turno, e nei 1.500 m, finendo al quinto posto.